# Lužice (okres Most)
Lužice (německy Luschitz) jsou obec v okrese Most v Ústeckém kraji. Nachází se v nadmořské výšce 245 metrů, necelých 9 km východně od města Mostu. V obci se sbíhají silnice III. třídy č. 25311 z Chouče a Patokryjí a č. 2574 z Korozluk. Silnice do Dobrčic je vinou sesuvů půdy neprůjezdná. Vsí protéká Lužický potok, na kterém byly vybudovány tři rybníky (Lužice I a Lužice III jsou chovné, Lužice II slouží ke koupání). Východní část obce leží na území CHKO České středohoří. Žije zde 580 obyvatel.

## Historie
První písemná zmínka o vesnici pochází z roku 1226, kdy jsou v listině zmiňováni Krasen a Konrád z Lužice. V roce 1251 moravský markrabě Přemysl (pozdější král Přemysl Otakar II.) potvrdil držení vsi řádu johanitů. Ve 14. století se majitelé vsi z řad drobné šlechty střídali. V 15. století zde sídlil rod Čečviců. V roce 1453 Lužice prodal Mikuláš z Čečvic Janovi ze Všechlap. Vladykové ze Všechlap prodali ves i s tvrzí v roce 1549 Lobkovicům, kteří je připojili ke svému panství Bílina a později začlenili do svého statku Libčeves, kde zůstaly až do zrušení poddanství v roce 1848. Po roce 1850 se Lužice staly samostatnou obcí v okrese Teplice, v letech 1896–1935 patřily do okresu Duchcov a poté do roku 1960 do okresu Bílina. Od roku 1960 je součástí okresu Most.

## Obyvatelstvo
Při sčítání lidu v roce 1921 zde žilo 388 obyvatel (z toho 203 mužů), z nichž bylo 62 Čechoslováků, 322 Němců a čtyři cizinci. Většina se hlásila k římskokatolické církvi, sedm lidí k evangelickým církvím, čtyři k církvi izraelské a jeden člověk byl bez vyznání. Podle sčítání lidu z roku 1930 měla vesnice 420 obyvatel: 92 Čechoslováků, 320 Němců a osm cizinců. Kromě římskokatolické většiny ve vsi žilo 27 členů církve československé, dva příslušníci jiných nezjišťovaných církví a dva lidé bez vyznání.
|                                                         | 1869 | 1880 | 1890 | 1900 | 1910 | 1921 | 1930 | 1950 | 1961 | 1970 | 1980 | 1991 | 2001 | 2011 | 2021 |
| ------------------------------------------------------- | ---- | ---- | ---- | ---- | ---- | ---- | ---- | ---- | ---- | ---- | ---- | ---- | ---- | ---- | ---- |
| Obyvatelé                                               | 336  | 350  | 346  | 354  | 374  | 388  | 420  | 277  | 321  | 294  | 275  | 342  | 349  | 366  | 457  |
| Domy                                                    | 65   | 65   | 71   | 73   | 72   | 74   | 89   | 76   | 88   | 65   | 84   | 117  | 122  | 138  | 174  |
| Data z roku 1961 zahrnují i domy místní části Svinčice. |      |      |      |      |      |      |      |      |      |      |      |      |      |      |      |

## Obecní správa

### Části obce
- Lužice
- Svinčice

### Obecní symboly
Znak a vlajka byly obcí uděleny rozhodnutím předsedy Poslanecké sněmovny č. 104 ze dne 9. dubna 2002.

#### Znak
V modro-stříbrně polceném štítě vpravo zlatá lilie nad obrácenou stříbrnou podkovou, vlevo ze zeleného návrší vyrůstající koniklec luční přirozené barvy.

#### Vlajka
List tvoří dva žerďové pruhy, modro-bílý a bílo-modrý, oba dělené v poměru 2 : 1, každý široký jednu čtvrtinu délky listu, a dva vodorovné pruhy, modrý a bílý v poměru 2 : 1. V horním žerďovém modrém poli bílá, obrácená podkova, z níž nahoru vystupuje žlutá lilie. V bílém poli druhého žerďového pruhu koniklec luční vyrůstající ze zeleného návrší. Poměr šířky k délce listu je 2 : 3.
Heraldicky pravá strana znaku symbolizuje osadu Svinčice – zlatá lilie ukazuje na tehdejšího významného majitele vsi – cisterciácký klášter v Oseku a podkova je symbolem tradičního chovu koní. Koniklec luční ve druhém poli pak představuje Lužice, u které se rozkládá významná Přírodní památka Lužické šipáky, kde se tato chráněná rostlina vyskytuje.

## Pamětihodnosti
- Pseudogotický kostel sv. Augustina, vybudovaný roku 1877, dnes ve velmi špatném stavu
- Torzo kaple svatého Blažeje severovýchodně od obce
- Kříž uprostřed obce
- Fara
- Lípa v Lužicích, památný strom u vchodu na hřbitov
- Přírodní památka Lužické šipáky, stráň s hojným výskytem teplomilného dubu pýřitého

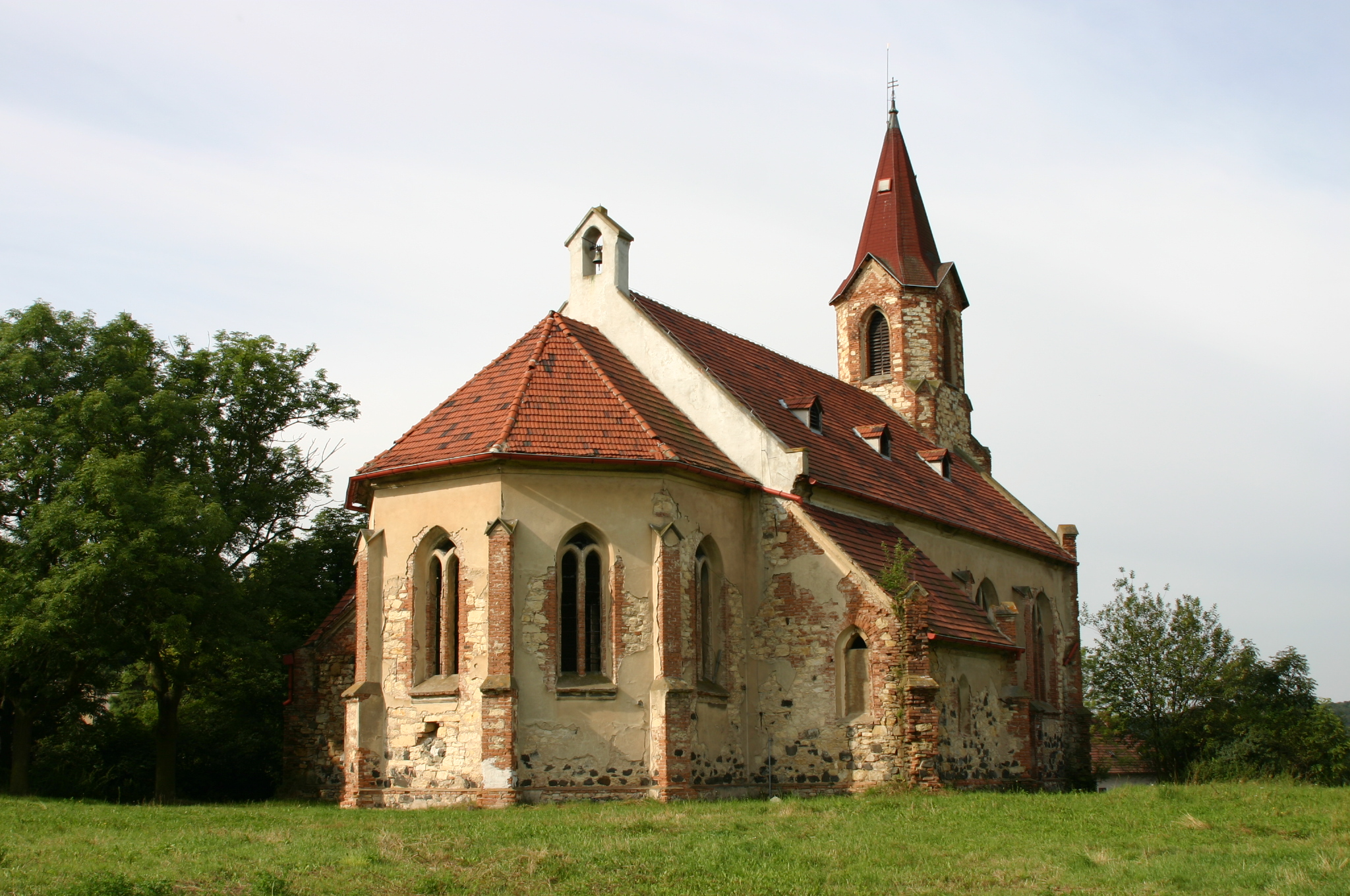
Kostel svatého Augustina
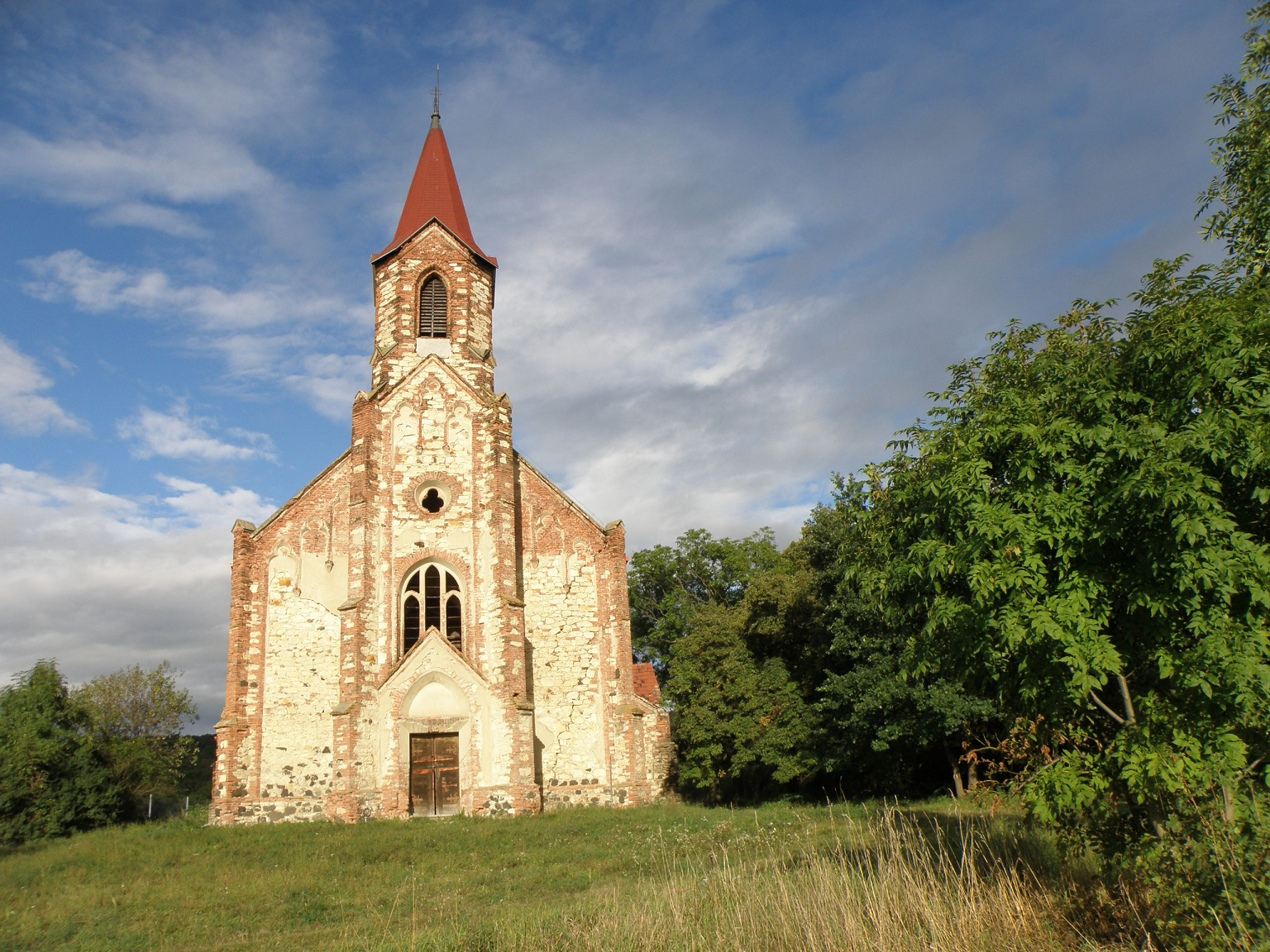
Kostel svatého Augustina
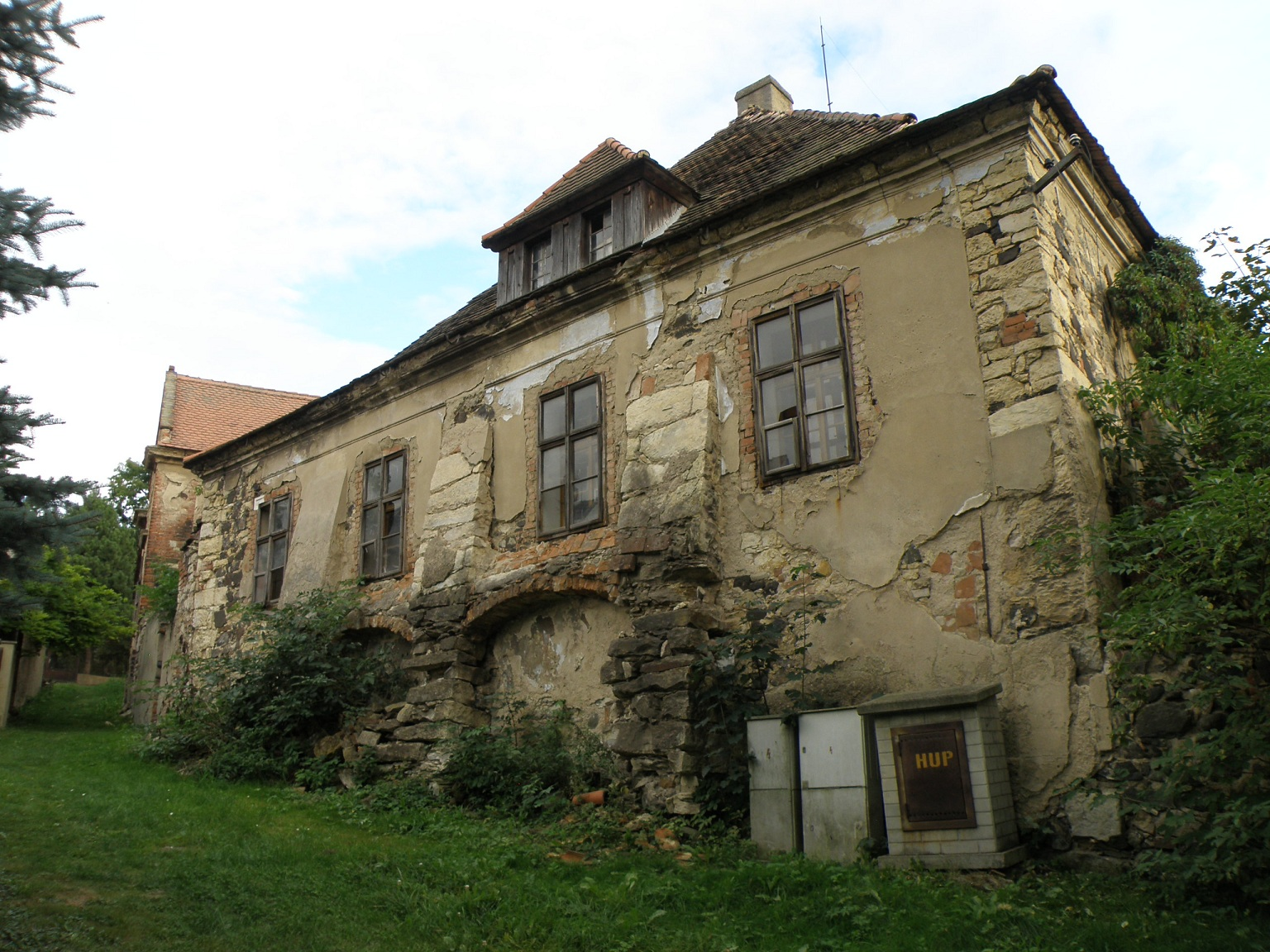
Fara v Lužicích
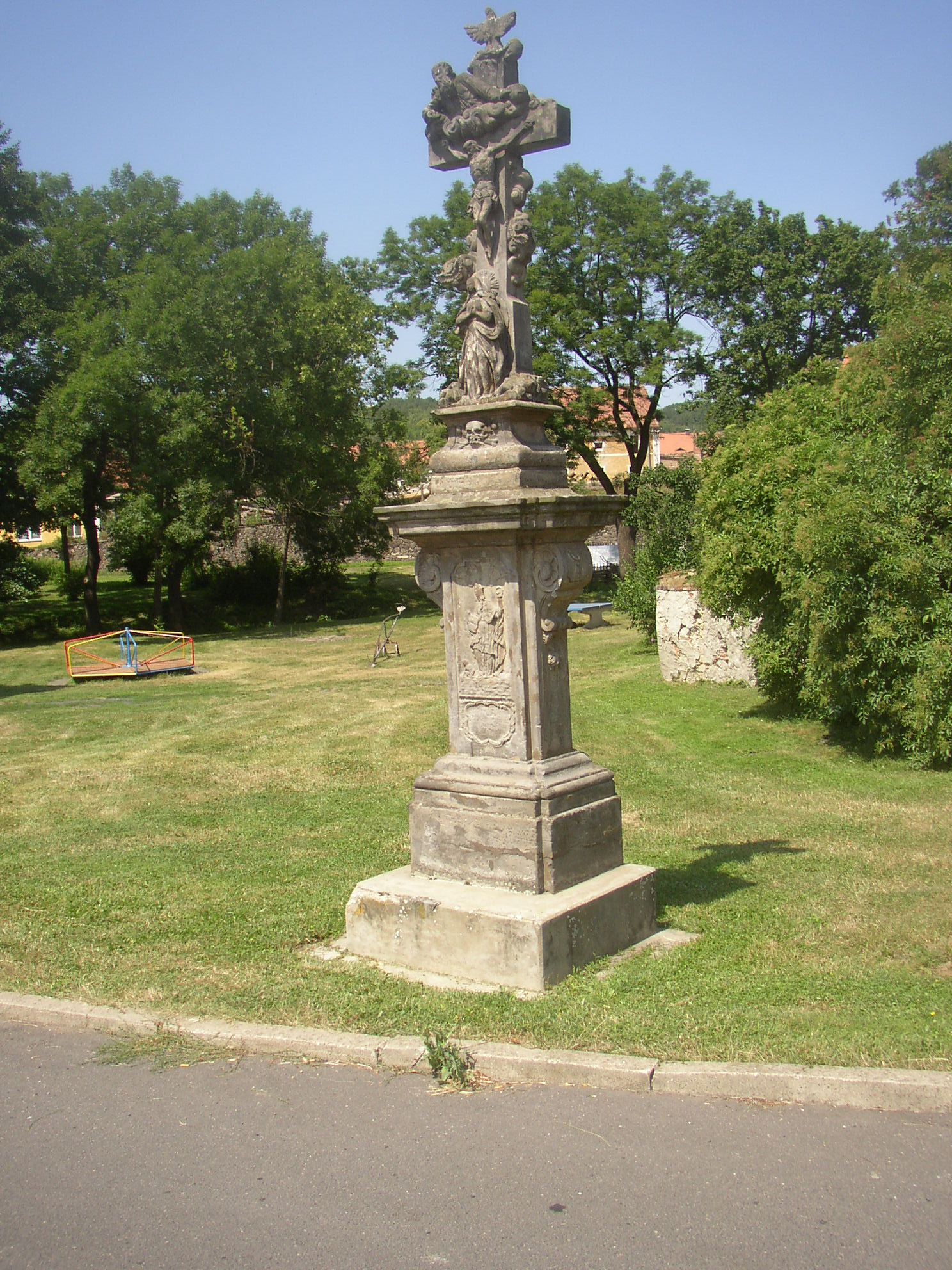
Lužický kříž